# Лондонски велопарк
Лондонски велопарк (енгл. London Velopark) је бициклистички комплекс у источном Лондону (Уједињено Краљевство), смештен у северном делу Олимпијског парка. У оквиру комплекса налази се дворана за велодром и стаза за BMX бициклизам. Цео комплекс је примарно изграђен за потребе Летњих олимпијских игара 2012, а градња је трајала две године (од 2009. до 2011).
Укупна површина велопарка је 10 хектара.

## Велодром
Градња велодромске стазе и дворане започела је у марту 2009. а завршена је у фебруару 2011. и велодром је тако постао први спортски објекат у Олимпијском парку који је у целости завршен. Спољашњи изглед дворане прати геометрију бицикла. Грађевина је енергетски самоодржива, што се најбоље одражава у слободном дотоку природног светла, природног зрачења дворане и сакупљање кишнице са крова. Кров дворане чини лагана мрежа затегнутих челичних каблова преко којих су пресвучене плоче од алуминијума и стакла, што омогућава несметан продор природног светла у дворану. Екстеријер дворане је обложен са 5.000 м² плочица од дрвета црвеног кедра.
Капацитет дворане је 6.000 места а седишта су подељена на две трибине са по два нивоа. Између оба нивоа трибина налази се кружни стаклени зид који гледаоцима омогућава поглед на остатак Олимпијског парка.
Стазу је дизајнирао и конструисао Рон Веб, који је такође радио на пројектима велодрома за игре у Сиднеју и Атини. Стаза је дугачка 250 метара и пресвучена је паркетом од сибирског бора. У пресвлачењу стазе утрошено је укупно 56 км боровог паркета и око 350.000 ексера.
У априлу 2012. велодромска дворана је награђена наградом за најбоље архитектонско решење једног спортског објекта.

## Стаза заBMX бициклизам
Градња стазе за ВМХ бициклизам започела је у марту 2011. и окончана је након 6 месеци. За насипање стазе утрошено је укупно 14.000 м³ земље и разног насипног материјала. Дужина стазе за такмичења мушкараца је 470 м док је за женска такмичења стаза дугачка 430 метара. Димензије борилишта су 160х90 метара.
Дуж стазе се налазе монтажне трибине са 6.000 седећих места које ће након ОИ бити расформиране и уклоњене.